# Пінчуки

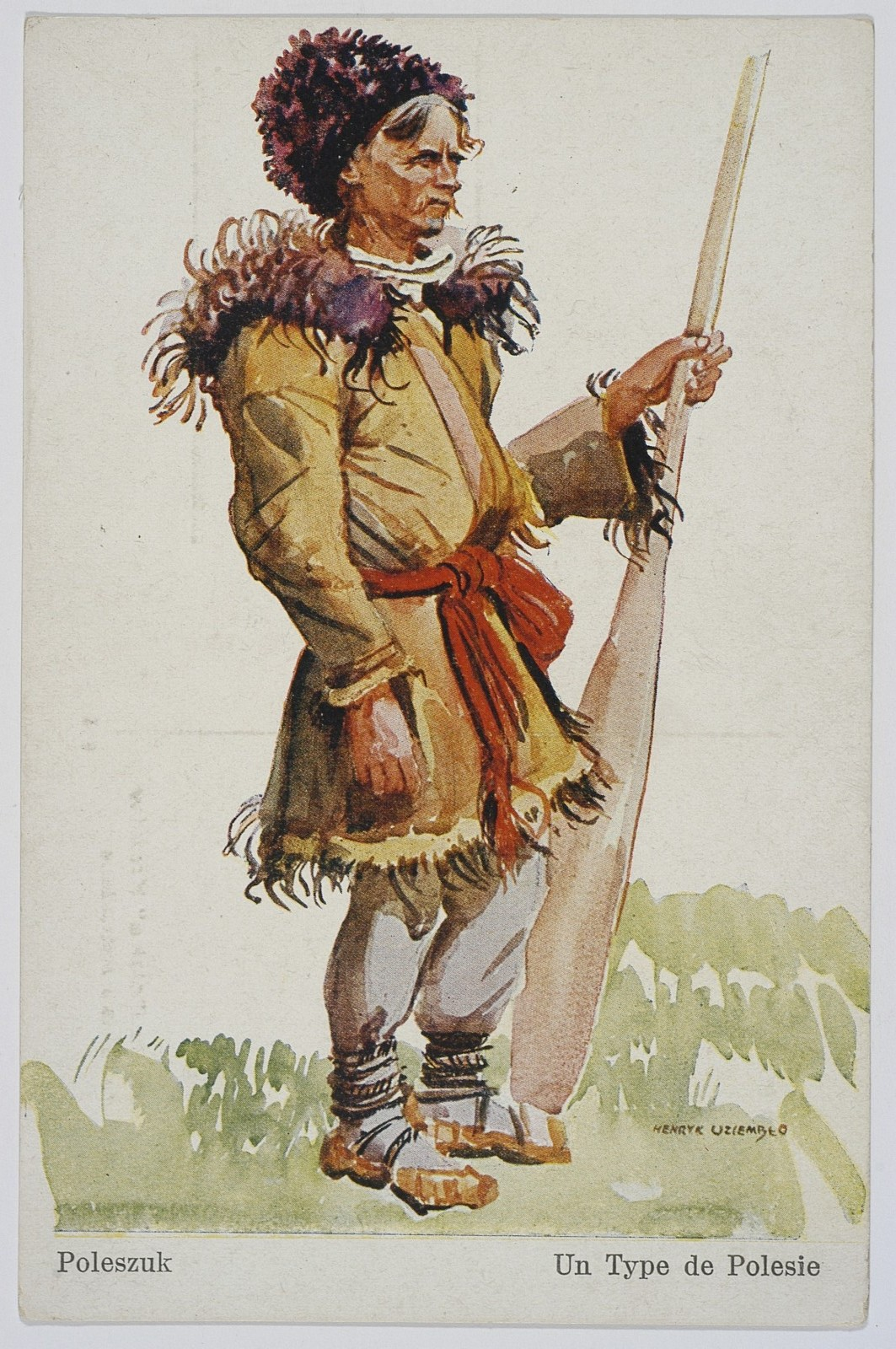
Генрік Узембло. "Поліщук" (1939)

Пінчуки, або пинчуки (біл. пінчукі) — жителі Пінщини (пінського Полісся), пінські поліщуки. Проживаючи у важкодоступних районах українського та білоруського Полісся, пінчуки зберегли свою говірку та етнографічні особливості. Говірка пінчуків являє собою щось проміжне між українською та білоруською мовами, але також має свої особливості. Наприклад: панування звуку «у» (рудний — рідний, свуй — свій, зульє — зілля та ін.) і звуку ю (прінюс, дрюбний, юміраті та ін.), а також опущення звуків (твею — твоєю, еробей — горобець, Ладико — владика, озьми — візьми та ін.). У пінчуків, що займають проміжне положення між українцями та білорусами, крім самобутніх пісень, є безліч пісень українських та білоруських, які зазнали деякої зміни в мовному плані.

## Культура
Зберігся багатий фольклор пінчуків, наприкінці XIX століття зібраний етнографами та виданий в декількох збірках.
|                                                           | Ой мороз, мороз, не зморозь мэне Ой не так мэне, як коне мого; Ой помэрзли ручки, коне ведучи, Ой коне ведучи, сброю несучи. Хороша сброя государская, Ой тяжола бо служба солдатская. Ой, доленька моя, дай несчастная. Жена мужа зненавидила, Повела в вышнев сад дай повисыла На высоком древы дай на яблоны; Пришшови до дому, сила за столом, Ой сила за столом дай пыше пэром: Цепер же мни дай погуршало Щой дзилонька дай побульшола. Ой пойдуж я у сад по милого назад: День добры, милы, чи жив, чи здоров, Чи жив, чи здоров, чи нависивса, Вышиевых яблочок дай накушивса, Солдатских песен дай наслушився. |
| — Одна з пісень зі збірки Дмитра Булгаковського 1890 року | |